# Goldkronen-Flughund
Der Goldkronen-Flughund (Acerodon jubatus) ist eine in Asien beheimatete Säugetierart aus der Familie der Flughunde (Pteropodidae). Er gilt als eines der größten lebenden Fledertiere.

## Merkmale
Goldkronen-Flughunde erreichen eine Kopf-Rumpf-Länge von 18 bis 29 Zentimetern, ein Schwanz fehlt wie bei nahezu allen Flughunden. Die Flügelspannweite beträgt 1,5 bis 1,7 Meter und das Gewicht erwachsener Tiere variiert zwischen 1,0 und 1,2 Kilogramm, wobei männliche Tiere größer und schwerer werden als Weibchen. (Ob er wirklich das größte Fledertier ist, ist umstritten; auch vom Kalong und vom Indischen Riesenflughund sind ähnliche Ausmaße bekannt.)
Im Körperbau entspricht er den übrigen Flughunden, die Flugmembran wird von den verlängerten zweiten bis fünften Fingern gespannt und reicht bis zu den Fußgelenken. Die Schnauze ist verlängert und „hundeähnlich“, die Ohren sind jedoch klein. Das Fell ist dunkel gefärbt, namensgebendes Merkmal ist der orange-gelb gefärbte Kopf- und Nackenbereich, auch die Schultern können gelblich gefärbt sein.

## Verbreitung und Lebensraum
Diese Flughunde sind auf den Philippinen endemisch, wo sie – mit Ausnahme der Region um die Insel Palawan – auf der gesamten Inselgruppe verbreitet sind. Ihr Lebensraum sind Regenwälder und Mangrovengebiete vom Meeresspiegel bis in 1100 Meter Seehöhe.

## Lebensweise

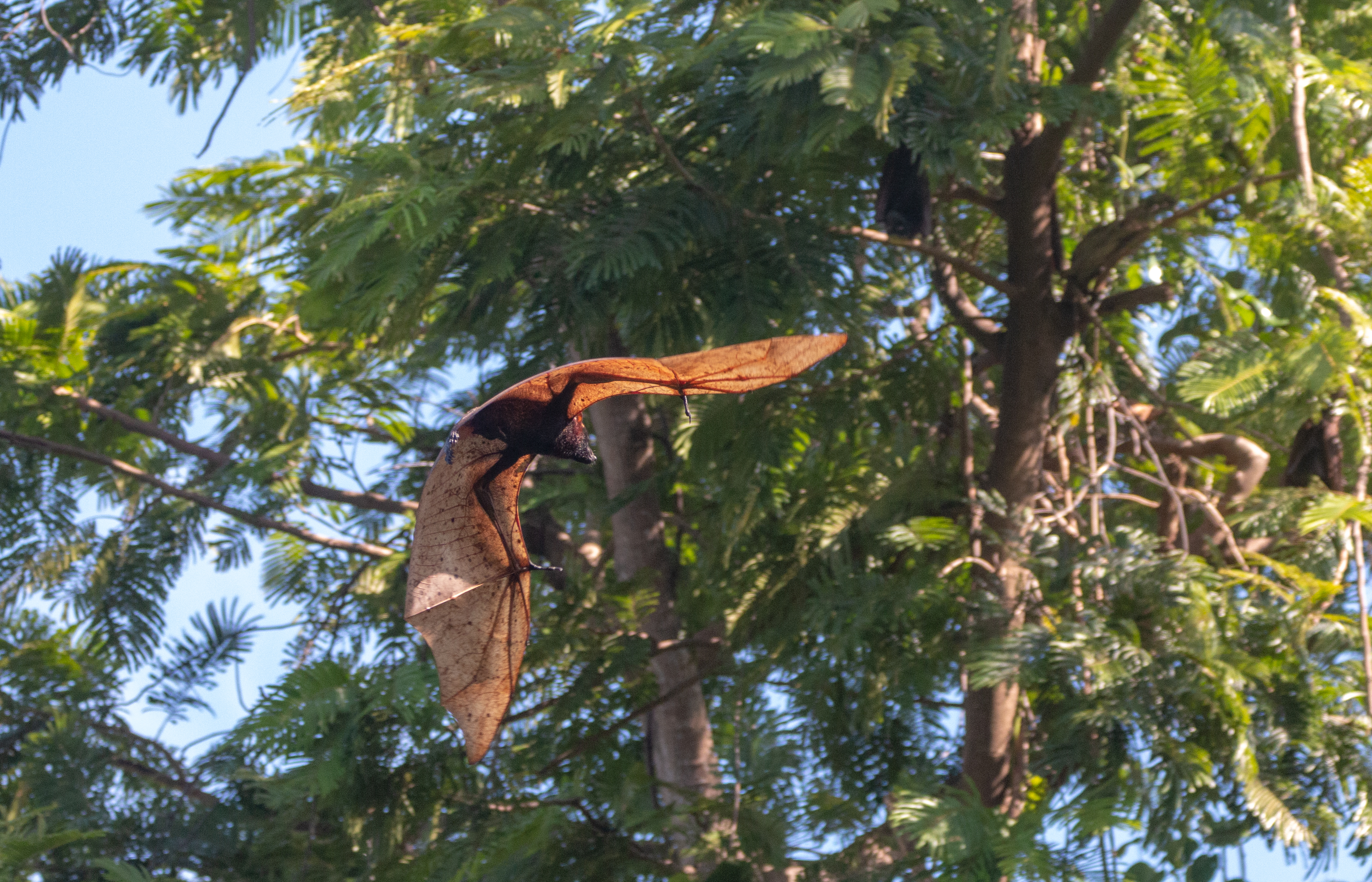
Ein fliegender Goldkronen-Flughund, Philippinen

Goldkronen-Flughunde sind wie die meisten Fledertiere nachtaktiv. Zum Schlafen hängen sie sich, oft in großen Kolonien, an Baumzweige, wobei den größeren vorgelagerte kleine Inseln bevorzugt werden. Aus den 1930er-Jahren gibt es Berichte über Kolonien, die 150.000 Tiere umfasst haben; mittlerweile sind die Gruppen aufgrund der Gefährdung der Art weit kleiner.
Am Abend begeben sie sich auf Nahrungssuche, wobei sie oft weite Strecken – auch über das Meer – zurücklegen können. Die Nahrung dieser Tiere besteht aus Früchten, vorzugsweise Feigen.
Weibliche Tiere bringen einmal im Jahr ein einzelnes Jungtier zur Welt, das zwischen April und Anfang Juni geboren wird. In Gefangenschaft pflanzen sich Goldkronen-Flughunde in der Regel nur alle zwei Jahre fort. Die Geschlechtsreife tritt mit zwei Jahren ein.

## Gefährdung
Der Goldkronen-Flughund zählt zu den bedrohten Arten. Die Gründe dafür liegen zum einen in der fortschreitenden Zerstörung seines Lebensraumes, zum anderen in der Bejagung wegen seines Fleisches. In vielen Regionen der Philippinen sind die Bestände drastisch zurückgegangen, mancherorts ist die Art gänzlich verschwunden. Größere Bestände des Goldkronen-Flughundes leben unter anderem im Northern Sierra Madre Natural Park, am Hamiguitan und dem Mount Kalatungan Range Natural Park. 
Die IUCN listet die Art als stark gefährdet (endangered).